# Cyclophora nigrosparsaria
Cyclophora nigrosparsaria är en fjärilsart som beskrevs av Fuchs 1901. Cyclophora nigrosparsaria ingår i släktet Cyclophora och familjen mätare. Inga underarter finns listade i Catalogue of Life.